# Psectrocladius ventricosus
Psectrocladius ventricosus är en tvåvingeart som beskrevs av Jean-Jacques Kieffer 1925. Psectrocladius ventricosus ingår i släktet Psectrocladius och familjen fjädermyggor. Arten är reproducerande i Sverige. Inga underarter finns listade i Catalogue of Life.